# John Hedlund
John Gustav Waldemar Hedlund, född 27 november 1912 i Filipstad, död 11 juni 2004 i Bromma, var en svensk pastor, evangelist, författare och redaktör.

## Biografi
John Hedlund var son till bromsaren, senare stationskarlen Gustav Hedlund och hans hustru Lydhia, född Jansson. Han föddes i Filipstad men gick i skola i Forshaga dit familjen flyttade sommaren 1916. I januari 1919 dog hans mamma och ett drygt år senare gifte pappan om sig med Alida, född Eriksson. Hans föräldrar tillhörde Frälsningsarmén, men efter att pappan gift om sig gick han med i Svenska missionsförbundet som hans nya hustru redan tillhörde.
John genomgick sexårig folkskola och arbetade sedan som springpojke. I ett väckelsemöte upplevde han som 17-åring en omvändelse som samtidigt blev en kallelse till att arbeta som evangelist. Han deltog i två månadslånga evangelistkurser, 1931 i Linköping och 1932 i Motala, och reste sedan som evangelist på kallelser från olika församlingar åren 1931–1937. Han sparade inte på krafterna och menade själv att han efter de åren var nära ett nervsammanbrott, och en psykiatriker rådde honom att sluta som evangelist. 1933 satt John Hedlund i fängelse i två månader för att han som pacifist totalvägrade att delta i försvaret. Pacifismen kom han sedan att engagera sig för hela livet. 1937–1941 studerade han på Missionsskolan på Lidingö (senare Teologiska Seminariet), och blev efter det avskild som pastor i Svenska Missionsförbundet. De två följande åren arbetade han som juniorsekreterare i Kalmar läns distrikt. 1943 anställdes han som riksevangelist i samfundet. Under en tjänstledighet 1947 besökte han USA i 15 månader tillsammans med sin familj för att predika och hämta inspiration från amerikanskt väckelsearbete. När han efter ett halvår fick avslag på ansökan om förlängd tjänstledighet sade han upp sin evangelisttjänst. 1951 återanställdes han som riksevangelist i Missionsförbundet och fortsatte därefter fram till sin pensionering. Han insåg tidigt att han behövde bli känd för att kunna nå ut till den breda allmänheten, och journalisten Per Östlin menade 1997 att ingen annan predikant i Sverige blivit så omskriven i pressen som John Hedlund.
1986 mottog John Hedlund konungens medalj i 8:e storleken i Serafimerordens band för sina ”framstående insatser inom folkrörelsearbetet”.
John Hedlund var gift med Britt, född Pettersson. Tillsammans fick de tre söner.

## Korstågspastorn
Den första väckelseserien hade John Hedlund i Svinhult i december 1931. Han har sedan dess lett hundratals väckelseserier i hela landet, och även i Norge och Finland. De första tältmötena höll han i Köla 1934, fast ”tältet” bestod av några presenningar som spänts upp på en träställning. Ett missionshus byggdes sedan i Adolfsfors som ett resultat av mötena.
Under väckelseserierna anordnades ofta specialmöten vissa kvällar. Redan på 1930-talet började han med speciella föredragskvällar enbart för män och i mitten på 1940-talet började han inbjuda till möten enbart för kvinnor. I dessa samlingar tog han också upp frågor omkring sexualitet, och kvällarna annonserades som barnförbjudna. I en tid då frågor om sexualitet närmast var tabu inom frikyrkan väckte dessa möten stort intresse och fick på flera platser dubbleras för att lokalerna blev överfulla. Under korståget i Sala 1955 gjordes en unik TV-överföring till sex bildskärmar i en angränsande lokal. I vissa specialmöten inbjöds journalister att utfråga John Hedlund under rubriken ”Pressen pressar prästen”. Möten i neutrala lokaler, drive-in-möten, samlingar för endast icke troende samt ”Youth for Christ-möten” klockan 22.22 hörde också till det för Hedlund unika.
Under sin vistelse i USA 1947 studerande han bland annat en väckelsekampanj med Billy Graham i Seattle. Han tog med sig flera intryck hem och förnyade därmed svensk väckelsetradition. Graham kallade sina kampanjer ”Crusade”, och Hedlund översatte uttrycket och kallade sina kampanjer för ”Korståg” med början i Örnsköldsvik 1951. Korståget riktades mot synden och Djävulen med ett språkbruk som liknade Frälsningsarméns, och John Hedlund har därför ofta kallats ”Korstågspastorn”. Eftermötena i Sverige bestod oftast i så kallat ”bänkfiske” parallellt med sång och musik, vilket innebar att evangelisten efter predikan gick ner och frågade enskilda människor om de var frälsta. Hedlund upphörde med detta efter sin USA-resa och inbjöd istället frälsningssökande att efter predikan gå till ett särskilt rum för samtal och bön. Ytterligare en idé från USA var att jobba i team, och i Sala i januari 1955 startade det första korståget med ett anställt team och 16 arrangerande församlingar. Bara några veckor senare startade Sveriges andra team med Hedlunds kollega Berthil Paulson i ledningen. Hedlunds första Korstågsteam bestod av honom själv som predikant, Artur Erikson som sångare och mötesledare samt Arne Fröderberg som organisationschef och PR-ansvarig. Ett startkapital gavs av direktör Sten A. Olsson. Gunnar Karlsson, musikkonsulent inom Helgelseförbundet och sångledare på Torpkonferenserna under mer än 30 år, följde John Hedlund under flera kampanjer som sångledare och solist. Dan Eclund var annars den solist som under den längsta tiden skulle samarbeta med Hedlund.
1962 inbjöd John Hedlund partiledare att bli intervjuade i Korståget i Vårgårda. De tackade nej men inbjudan upprepades i valrörelsen 1968 då Korstågstältet stod i Karlskrona. Alla utom C.-H. Hermansson tackade ja, men 1973 kom även han. Hedlund förnyade utfrågningarna av politiker genom att också locka fram mer personliga sidor. Han genomförde partiledarutfrågningar under tjugo år och åtta valrörelser. Den sista utfrågningen skedde i ett korståg i Oskarshamn 1988 efter att kommunledningen inbjudit Hedlund och ställt ett garantibelopp till förfogande. Utfrågningarna övertogs 1991 av evangelisten Thor-Björn Bastås.
John Hedlund använde reklam inför sina möten på ett sätt som var mycket ovanligt inom kyrkorna, det gällde bland annat banderoller över gator, flygplansreklam, högtalarbilar och bioreklam.
En mycket viktig del av Korstågskampanjerna var uppföljningen av dem som beslutade sig för att följa Jesus. Karl-Erik Fred var ansvarig för detta uppföljningsarbete och det hölls kurskvällar med medhjälpare fyra gånger inför varje kampanj.  

## Nalenpastorn
Under några år i början av sin evangelisttid höll John Hedlund föredrag och skrev böcker och artiklar mot den tidens nöjesindustri, vilket inte var helt ovanligt bland präster och pastorer på 1930-talet. Hans utgångspunkt var att ställa sig på ungdomens sida för att bekämpa sådant som han ansåg var nedbrytande för dem: dans, bio, tobak, alkohol med mera. 1946 ordnade tidningen Aftonbladet att han fick predika en fredagskväll på Nalen då ägaren Gustaf "Topsy" Lindblom avbröt dansen under en halvtimme. Som ett resultat av den predikan kom flera ungdomar till tro. Några få andra predikade också på Nalen, t ex Stockholmsbiskopen Helge Ljungberg, men John Hedlund var känd som ”dansens fiende nummer ett” och hans besök på Nalen blev en stor medial händelse och beskrevs som en sensation. Han predikade även på andra danstillställningar och kallades ”Nalenpastorn” under flera decennier. Reaktionerna efter besöket på Nalen har han beskrivit i boken Till storms mot nöjesindustrin 1947. Efter något år valde han att upphöra med kritiken mot nöjesindustrin för att istället koncentrera sig på att predika evangelium. Han uttryckte det som att han inte ville vara en motmänniska utan en medmänniska.
Vintern 1959 predikade John Hedlund i den första frikyrkliga gudstjänsten i Sveriges Television, vilken sändes från Immanuelskyrkan i Stockholm. Sommaren 1960 predikade han i det första tältmöte som sänts i SVT, då från ett tält med 3000 sittplatser i Rålambshovsparken i Stockholm. I ett öppet brev i en tidning föreslog Hedlund att det skulle finnas även kristna inslag i det populära TV-programmet Hylands hörna. Lennart Hyland nappade på förslaget och det blev ett program 1963 med bland andra John Hedlund, Lapp-Lisa, Artur Erikson och Jan Sparring. Medan Lennart Hylands begravning pågick sändes sedan programmet i repris på de anhörigas begäran.

## Författare
Under sin fängelsevistelse 1933 skrev John Hedlund sin första bok, Allvarsord i allvarstider. Han fortsatte att skriva och har utkommit med ett femtiotal böcker. I antologin Drabbad 2002 publicerades hans sista text, skriven när han var 90 år.
Tiden i USA har han skildrat i boken I Amerika 1948. En reportage- och predikoresa till de båda Kongostaterna i början på 1970-talet resulterade i boken Svart på vitt. Hans resa till Israel och Palestina filmades och sändes i SVT 1990.
John Hedlunds kanske viktigaste bok var Genom fromhetsvallen – en bok om evangelisering i vår tid, 1957. Svenska Missionsförbundet och hela frikyrkan hade hamnat i en isolerad bubbla och behövde bryta sig ut för att bli en offentlig del av samhället och även för att kunna påverka samhället. Hedlund kom att på flera sätt bli en pionjär i detta arbete.
Den skönlitterära boken Minerat område skrevs på uppdrag från Svenska Missionsförbundets förlag med önskemål om att den skulle vara realistisk i motsats till många andra kristna romaner vid denna tid. Manuset blev godkänt av förlaget och boken trycktes 1944. Den drogs dock snabbt in eftersom personer i Missionsförbundets ledning ansåg att skildringen var alltför realistisk. Efter några decennier gick den istället som följetong i Svensk Veckotidning, ägd av Missionsförbundet.
Hedlund har bara skrivit en sång, ”Att vara ung, ja det är stort”, men den har blivit desto mer sjungen genom åren, och även översatt till andra språk.

## Tidningsarbete
Under sin vistelse i USA övervägde John Hedlund att inköpa en liten svenskspråkig tidning att bli redaktör för. Men istället bejakade han erbjudandet att vid sidan av väckelsearbete i Sverige bli redaktör för en ny kristen veckotidning som skulle ges ut av det tidnings- och förlagshus i Örebro som redan gav ut tidningen Hemmets vän. Den nya tidningen fick namnet Ny horisont och utkom med sitt första nummer i november 1949. Men tidningen upplevdes som en konkurrent till samfundstidningarna och fick inte tillräckligt många prenumeranter och annonsörer utan lades ner redan i maj året därpå.
Under signaturen ”Nånn” skrev Hedlund kåserier i Svensk Veckotidning under många år med början 1941. Under åren 1965–1969 var han redaktionell medarbetare på Svensk Veckotidning, 1969–1972 var han en av flera redaktörer på tidningen och efter det fortsatte han som medarbetare. Han har också suttit i redaktionen för tidningen Nytt Liv och varit kolumnist i tidningen Dagen.
Partiledarutfrågningarna ledde till att Hedlund började intervjua även andra kända personer. Intervjuerna var nyskapande genom det personliga tilltalet och presenterades både i Svensk Veckotidning och i böckerna Samtal, Mot väggen och Utfrågad. Exempel på personer som intervjuades är Ulf Thorén, Monica Zetterlund, Pekka Langer, Carl-Gustaf Lindstedt, Jan Myrdal, Lasse Holmqvist och Hans Alfredson.